# Обське (Чаїнський район)
О́бське (рос. Обское) — село у складі Чаїнського району Томської області, Росія. Входить до складу Коломінського сільського поселення.

## Населення
Населення — 596 осіб (2010; 611 у 2002).
Національний склад (станом на 2002 рік):
- росіяни — 87 %